# Лапкін Іван Іванович
Іван Іванович Лапкін (рос. Ива́н Ива́нович Ла́пкин; 18 січня 1903, Генічеськ, Таврійська губернія, Російська імперія — 16 листопада 1993, Перм, Росія) — радянський хімік, доктор хімічних наук, завідувач кафедри органічної хімії (1951—1991), декан хімічного факультету (1932—1936, 1948—1958), проректор із наукової роботи Пермського університету (1958—1967). Засновник наукової школи з синтезу та хімічних перетворень елементоорганічних сполук.

## Біографія
У 1923 році вступив на математичне відділення фізико-математичного факультету Кримського університету, після закриття якого був переведений до Казанського університету. У 1928 році закінчив хімічне відділення (кафедра органічної хімії).
У 1928—1930 роках працював науковим співробітником у нафтовому НДІ в Грозному.
Наступні 63 роки присвятив роботі в Пермському університеті.
У 1930 році у зв'язку з відкриттям на Уралі родовища нафти (1929) Іван Іванович був запрошений на кафедру органічної хімії Пермського університету, де йому було доручено організувати пірогенетичне відділення. У місті Грозному була закуплена необхідна апаратура, реактиви, а також наукова література з хімії нафти..
У 1934 році затверджений у званні доцента кафедри органічної хімії Пермського університету. Йому було доручено читання основних курсів із органічної хімії, стереохімії, структури органічних сполук, аналізу органічних речовин та керівництво дипломними роботами студентів. Пізніше І. І. Лапкін став проводити великі практикуми з аналізу органічних сполук і методів визначення функціональних груп.
У 1938 році йому присуджено вчений ступінь кандидата хімічних наук без захисту дисертації (за дослідження в області нафтенових кислот).
У 1941—1945 роках, під час Німецько-радянської війни, виконував завдання оборонного значення: розробляв спосіб отримання необхідного авіації високооктанового палива, вирішував проблему виготовлення вибухових речовин в місцевих умовах та отримання лікарських препаратів для госпіталів Пермської області. Також працював над питаннями поліпшення якості бензину та отримання мила без використання тваринних та рослинних жирів, методами коксування бурого вугілля та торфу. У цей період йому було доручено додатково читання курсу «Хімія вибухових речовин». За однією з версій, І. І. Лапкін також працював над створенням вибухової суміші, відомої як «коктейль Молотова» (у 1940—1957 роках місто Перм називався Молотов).
Після війни І. І. Лапкін продовжив вивчення металоорганічних сполук. У 1948 році він захистив докторську дисертацію на тему «Просторові гальмування при магнійорганічних реакціях». У 1950 році ученому було присуджено вчений ступінь доктора хімічних наук; в 1951 році — звання професора.
У 1951 році після відходу на пенсію професора Д. М. Марко, І. І. Лапкін очолив кафедру органічної хімії в Пермському університеті. У ці роки під його керівництвом на кафедрі розпочалося вивчення хімії галогенметалалкоголятів. Почалися також роботи з вивчення бор — та оловоорганічних сполук.
Протягом 30 років Лапкін очолював створену ним лабораторію елементоорганічних сполук при Природознавчому інституті ПДУ.
Для студентів хімічного факультету в ПДУ заснована іменна стипендія імені професора І. І. Лапкіна. Вона призначається за особливі успіхи в навчальній та науковій діяльності терміном на один семестр.

## Наукова діяльність
І. І. Лапкін — автор 500 наукових робіт, у тому числі двох монографій. За роки роботи в Пермському університеті він розвинув науковий напрямок синтезу та хімічних перетворень елементоорганічних сполук, створив наукову школу. Під його керівництвом було захищено 3 докторських і 50 кандидатських дисертацій. Ним і його учнями отримано більше 200 авторських свідоцтв і патентів.
Із кінця 1930-х років І. І. Лапкін займався хімією елементоорганічних сполук, в основному — металоорганічних. У 1940 році була опублікована перша стаття (у співавторстві з О. C. Шкляєвим і Т. І. Шкляєвою), присвячена дослідженню магнійорганічних сполук, зокрема стеричним ефектам у реакціях із участю реактиву Гріньяра. Ця стаття поклала початок новому науковому напрямку, дослідження в якому тривають на кафедрі органічної хімії ПДНДУ й донині.
І. І. Лапкін та його учні провели фундаментальні дослідження реакцій органічних сполук магнію, цинку, бору, кремнію, германію, олова, берилію, сірки та селену. Усього ними було отримано не одна тисяча нових сполук, вивчена можливість їх застосування для різних цілей. Із 1965 року Іван Іванович і його школа систематично розробляли синтези за участю цинкорганічних сполук.

## Адміністративна діяльність
У 1932—1936 роках — один із творців і перший декан створеного хімічного факультету після поділу університету.
Із 1951 по 1991 рік — завідувач кафедри органічної хімії Пермського університету.
У 1948—1958 роках — знову декан хімічного факультету. 
Із 28 серпня 1958 по 27 серпня 1967 року — проректор із наукової роботи Пермського університету.

## Цікаві факти
І. І. Лапкін любив поезію й дуже тепло згадував про виступи В. В. Маяковського, на яких він був присутній студентом в Казанському університеті в 1927 році й в Ялті в 1929 році.